# Sahil Amar Aïssa
Sahil Amar Aïssa (Roosendaal, 7 november 1992) is een Nederlandse acteur, columnist en presentator.
Aïssa speelde Rico de Lang in de Nederlandse jeugdserie VRijland van de KRO. Tevens was hij in 2015 deelnemer van het BNNVARA-programma 3 op Reis Backpack. Hierna werd hij een van de verslaggevers van het dagelijks KRO-NCRV-programma Jan rijdt rond op NPO 3.
Aïssa presenteerde ook op NPO 3 Extra. Vanaf 2016 presenteert Aïssa in diverse BNNVARA-programma's, zoals Spuiten en Slikken, Serious Request, YUNG DWDD van De Wereld Draait Door en 3 op Reis Midweek.
Daarnaast is hij sinds 2019 presentator van het BNNVARA-programma Make Holland Great Again.

## Televisiecarrière

### Acteur
- VRijland (2013) - tv-serie
- Van die mensen die (2015-2016) - tv-serie
- Pensionado (2016) - korte film
- Vlam (2018) - korte film
- Morten (2019) - tv-serie

### Presentator
- 3 op Reis Backpack (2015)
- Jan rijdt rond (2015-2016)
- De nieuwe maan (2016-2018)
- Spuiten en slikken (2017-2018)
- 3 op Reis Midweek (2017-2018)
- De Wereld Draait Door (2018-2020) - onderdeel YUNG DWDD
- Rambam (2019)
- Make Holland Great Again (2019-2020)
- Kassa - presentator Belbus (2020)
- 3 op Reis (2022-heden)
- Poldermocro’s (2022)
- Fight or Flight (2023)
- Proefkonijnen (2024)

### Deelnemer
- De Slimste Mens (seizoen 18, winter 2019) - kandidaat
- Ik hou van Holland (seizoen 16, 2020) - teamgenoot Jeroen van Koningsbrugge
- Kiespijn (seizoen 1, 2021) - team Links
- Wie is de Mol? (seizoen 22, 2022)